# Мукаи, Тиаки
Тиаки Мукаи (яп. 向井 千秋, ромадзи Mukai Chiaki; род. 6 мая 1952, до замужества — Тиаки Найто) — астронавт японского космического агентства JAXA, медик. Она стала первой женщиной-астронавтом Японии, а также первым гражданином Японии, совершившим второй космический полёт.

## Биография
Тиаки Мукаи родилась в городе Татебаяси, окончила среднюю школу в Токио, в 1977 году получила степень доктора медицины в университете Кэйо. В 1985 году Тиаки Мукаи прошла отбор в качестве одного из кандидатов в астронавты первого набора агентства NASDA. К этому времени она, проработав врачом-ординатором в различных больницах занимала должность помощника заведующего кафедры кардиохирургии в госпитале университета Кэйо. Однако из-за катастрофы «Челленджера» её первый полёт произошёл позже намеченного. Тиаки продолжила образование и в 1988 году получила степень доктора по физиологии в том же университете Кэйо, а на следующий год получила сертификат кардиохирурга.

### Первый полёт

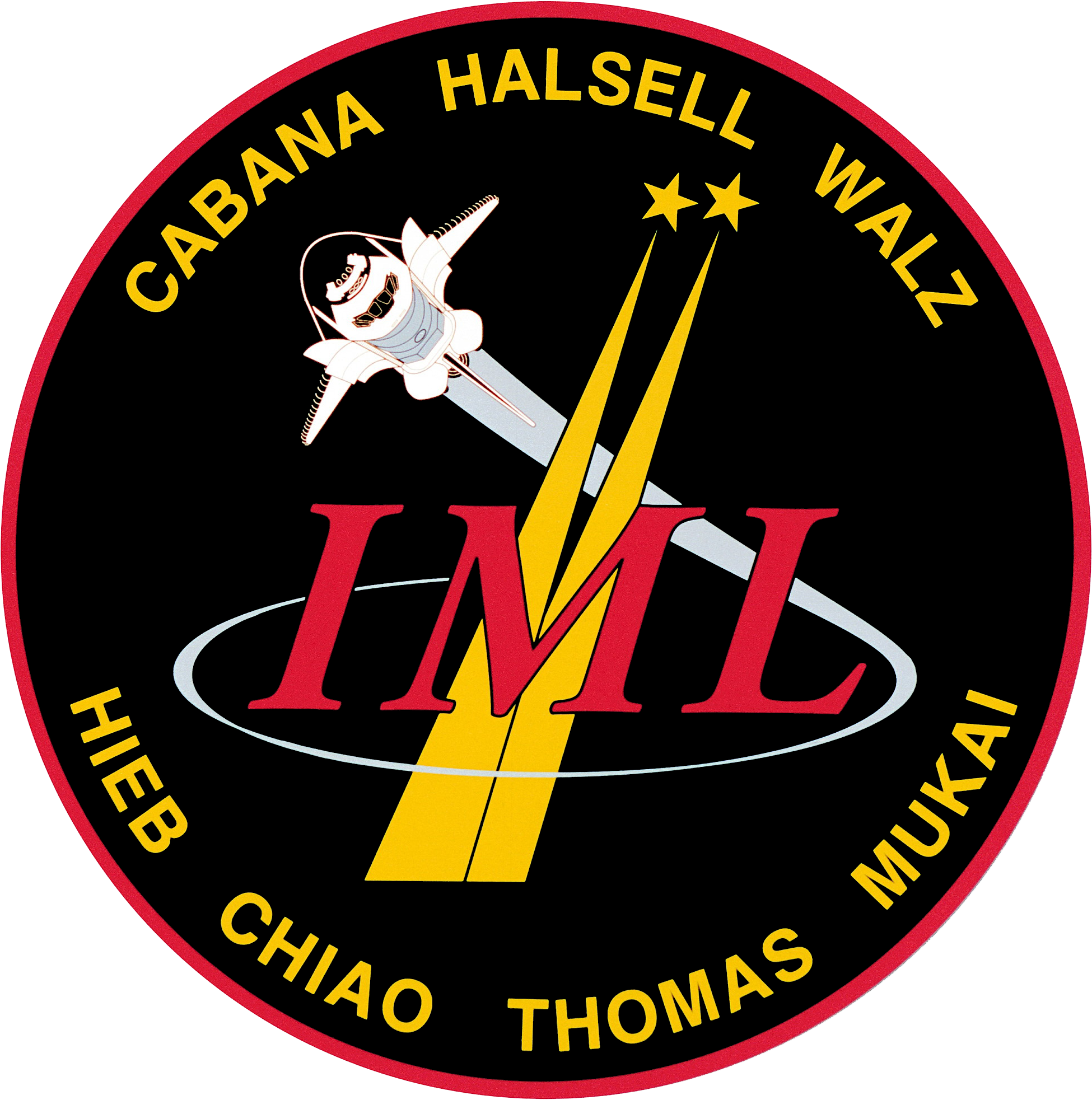
Эмблема миссии STS-65

В октябре 1992 года она получила назначение в экипаж шаттла «Колумбия» STS-65, который прошёл в июле 1994-го, это второй полёт с Международной микрогравитационной лабораторией (International Microgravity Laboratory, IML-2). В ходе полёта было произведено 82 исследования в области космической биомедицины и физики микрогравитации. Продолжительность полёта составила 14 суток 17 часов 55 минут 01 секунд.

## Второй полёт

Эмблема миссии STS-95

Второй полёт прошёл Тиаки Мукаи в составе экипажа шаттла «Дискавери» STS-95 прошёл октябре-ноябре 1998 года. Это была девятидневная миссия в ходе которой экипаж проводил исследования с помощью разных видов полезной нагрузки, в частности использовались платформа для наблюдения за Солнцем Spartan-201, тестовая платформа для орбитальных систем телескопа «Хаббл», а также проходили исследования о влиянии космического полёта на процесс старения. Продолжительность полёта составила 8 суток 21 час 44 минуты 55 секунд, и, поскольку этот полёт оказался последним в карьере Тиаки Мукаи, её суммарный налёт составляет ~23 дня 15 часов 40 минут.
Статистика
| # | Стартовый корабль | Старт                 | Экспедиция | Корабль посадки  | Посадка               | Налёт                       | Выходы в открытый космос | Время в открытом космосе |
| - | ----------------- | --------------------- | ---------- | ---------------- | --------------------- | --------------------------- | ------------------------ | ------------------------ |
| 1 | Колумбия STS-65   | 08.07.1994, 16:43 UTC | STS-65     | Колумбия STS-65  | 23.07.1994, 10:37 UTC | 14 суток 17 часов 54 минуты | 0                        | 0                        |
| 2 | Дискавери STS-95  | 29.10.1998, 19:19 UTC | STS-95     | Дискавери STS-95 | 07.11.1998, 17:03 UTC | 08 суток 21 час 43 минуты   | 0                        | 0                        |
|   |                   |                       |            |                  |                       | 23 суток 15 часов 39 минут  | 0                        | 0                        |

## После полётов
С апреля 2011 года по 2015 год Мукаи была старшим советником исполнительного директора JAXA. Кроме того, в июле 2012 года она возглавила Центр прикладной космической медицины и исследований человека JAXA.
С марта 2015 года, Мукаи стала вице - президентом частного Токийского университета науки и является техническим консультантом для JAXA. С июня 2015 года она директор Fujitsu Limited, а с января 2016 года является корпоративным исполнительным директором корпорации Kao.